# 바루토 가이토
바루토 가이토(일본어: 把瑠都 凱斗, 본명: 카이도 회벨손(에스토니아어: Kaido Höövelson), 1984년 11월 5일 ~ )는 에스토니아의 정치인이자 전직 스모 선수(리키시)이다.
2004년 5월에 스모계에 데뷔한 그는 2006년 5월에 2년 만에 스모의 최상위 등급인 마쿠우치에 진출했다. 2007년에 부상으로 인해 한동안 대회에 출전하지 못했다가 2008년 11월에 세키와케에 올랐고 2010년 3월에 열린 대회에서 14-1로 마치면서 오제키로 승격되었다. 그는 2012년 1월 대회에서 마쿠우치 우승을 기록하기 전까지 4번의 대회 준우승을 차지했다. 바루토는 자신의 스모 선수 경력에서 경기 내내 선보인 투혼으로 5번의 특별상을, 뛰어난 연기와 테크닉으로 1번의 연기상을 받았다. 하지만 2012년 말에 부상으로 인해 오제키 지위를 잃었고 2013년 5월 대회에서 기권한 직후에 순위가 크게 하락하게 된다.
바루토는 2013년 9월에 스모계에서 은퇴한 이후에 다양한 사업에 참여했고 종합격투기 선수, 배우, 정치인으로도 활동했다. 2019년 3월에 실시된 에스토니아 총선에서 에스토니아 중도당 후보로 출마했고 에스토니아의 단원제 입법부인 리기코구 의원에 당선되었다.

## 생애 초반과 스모 입문

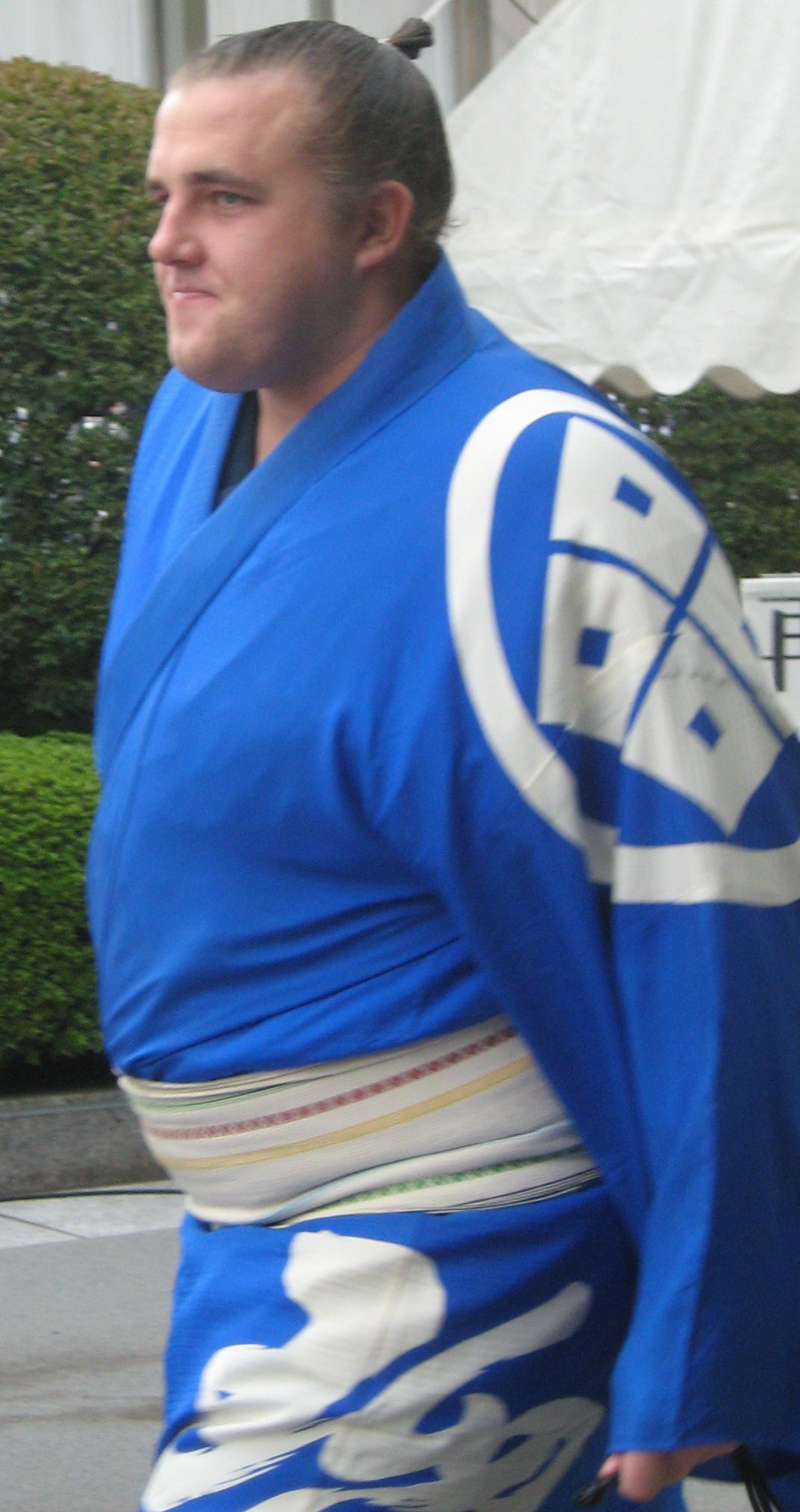
2008년 스모 대회에 참가한 바루토

회벨손은 에스토니아 래네비루주 배이케마리아 마을에서 태어났으나 현재의 라에크베레구에 위치한 로후 마을 근처에서 성장했다. 그는 가축 농장을 소유했던 가족의 영향을 받았고 어린 시절부터 힘든 육체 노동에 익숙해졌다. 회벨손이 16세였을 때에 자신의 아버지가 사망했기 때문에 그는 생계를 위해 나이트클럽에서 바운서로 일했다. 그는 10대 시절에 농구를 했고 에스토니아에서 열린 전국 유도 선수권 대회에서 우승을 차지했다.
그는 어렸을 때에 유도 코치였던 리호 라니크마를 통해 아마추어 스모를 접하게 되었는데 가고시마현 스모 협회의 관계자인 구라조노 가즈오가 프로 스포츠에 참여하도록 격려했다. 스모에 출입하는 외국인에 대한 제한 때문에 가능한 장소가 있는 헤야는 미호가세키베야 뿐이었다. 에스토니아 출신 친구인 오트 유리카스와 함께 일본에 도착한 그는 이루마가와베야에 들어가서 기타오지라는 이름으로 싸웠으나 단 한 대회 만에 그만뒀다.
회벨손은 2004년 5월에 일본어로 발트해를 뜻하는 '바루토'라는 시코나를 부여받았다. 그는 8개 대회(1958년 대회부터 연 6회 대회가 도입된 이래 세키토리 등급에서 3번째로 빠르게 상승) 만에 주료 체급에 도달했고 그 과정에서 41승 8패의 기록을 달성했다. 바루토는 2006년 3월에 열린 혼바쇼 주료 체급에서 15-0 완승을 거두었는데 주료 선수가 그러한 기록으로 우승한 것은 이번이 4번째였다. 바루토는 1963년에 요코즈나 1위에 오른 기타노후지 가쓰아키 이후 처음으로 이를 달성했다. 이 활약의 결과로 그는 2006년 5월에 자신의 경력에서 처음으로 최고 등급인 마쿠우치로 승격되었다. 바루토가 2005년 11월에 맹장염을 앓지 않았다면 보다 빠른 속도로 1등급으로 승격할 수 있었을 것이다. 그럼에도 불구하고 그가 2년 만에 1등급에 오른 것은 역대 2번째로 빠른 기록이다.

## 마쿠우치에서의 경력
바루토는 자신의 첫 마쿠우치 대회에서 11승 4패를 기록하여 감투상을 수상했다. 2006년 7월에 2번째 우승 기록과 또 다른 승격 이후에 바루토의 빠른 순위 상승은 마에가시라 1에서 멈췄다. 그는 부상으로 9월 대회에서 기권했고 11월 대회에서는 마에가시라 6으로 순위가 낮아졌다. 그는 10-5 승리로 마에가시라 3에 올랐지만 2007년 1월 대회에서 또다시 부상을 당했다. 그는 왼쪽 무릎 전방 십자 인대가 파열되었기 때문에 3월 대회에도 출전하지 못했고 순위가 나빠져 주료로 강등당했다. 2007년 5월에 열린 주료 선수권에서는 14승 1패를 기록하여 우승을 차지했고 같은 해 7월에 마쿠우치로 복귀하여 마에가시라 14로 복귀했다. 그러나 개막일에 무릎을 다시 다쳐 대회에서 기권하기로 결정했다. 그가 무릎을 다친 것은 이번이 3번째였고 매번 다른 장소에서 부상을 당했다. 그는 장기간에 걸친 선수 생활 중단을 요구하는 수술에 반대하는 선택을 했다.
바루토는 2007년 9월에 여전히 무릎 부상을 당했음에도 불구하고 13승 2패의 기록과 함께 자신의 3번째 주료 디비전 우승을 차지하였다. 이는 11월에 다시 1등급으로 승격하기에 충분했다. 그는 토너먼트의 마지막 날까지 우승을 놓고 다투다가 오제키였던 지요타이카이 류지와 고무스비였던 하루마후지 아마에게 패했다. 그는 11승 4패의 기록을 세웠고 2번째 투혼상을 수상했다.

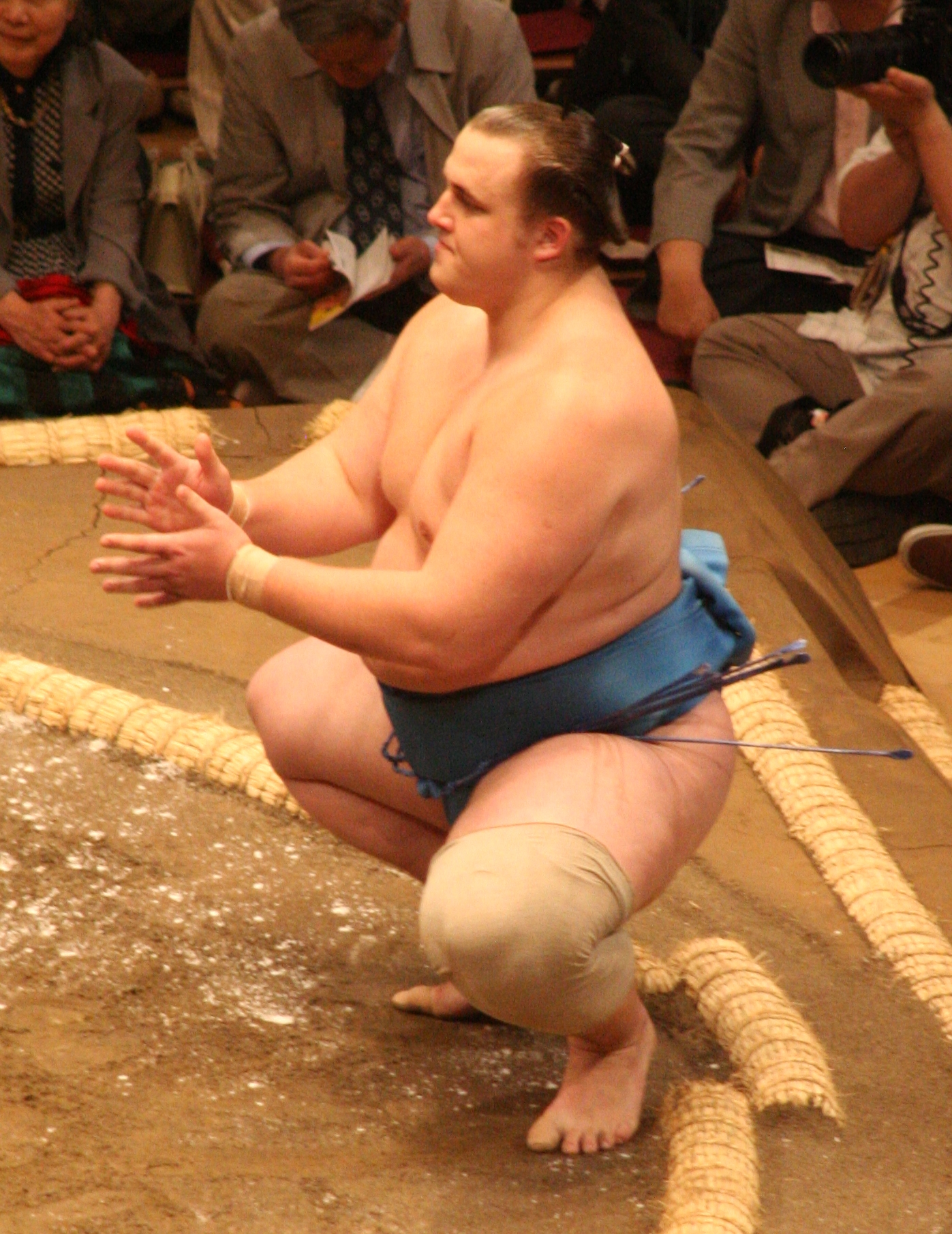
2009년 5월에 열린 스모 대회에 참가한 바루토

바루토는 2008년 1월에 8-7 점수를 기록했는데 이는 그가 대회를 완주하고 승리보다 더 많은 패배를 기록한 최초의 기록이다. 그는 3월에 훨씬 더 좋은 성적을 냈고 12승으로 공동 준우승을 했고 또 한번 투혼상을 받았다. 그는 2008년 5월에 상위 선수들을 상대로 한 경기도 이기지 못했고 겨우 5승을 거두었다. 2008년 7월에는 10-5로 대회를 마쳤고 9월에 고무스비 데뷔전을 치렀다.
그는 아키 바쇼에서 열린 9월 대회에서 고무스비로 출전한 첫 경기에서 8-7 점수를 기록했지만 대회 시작은 완벽하지 못했다. 그는 9번의 경기를 치르고 난 뒤에 겨우 2승 7패로 산야쿠 선수들의 타이틀 순위들과 경쟁하였다. 그의 마지막 6경기는 마에가시라 계급에 올라온 스모 선수들과의 경기였고 바루토는 그곳에서 그의 자리를 지켰다. 규슈 바쇼에서 열린 11월 대회에서는 9-6 승리를 기록하여 세키와케 계급에서 처음으로 우승을 차지했다.
바루토는 2009년 1월에 열린 대회에서 첫 6경기를 승리하며 좋은 출발을 보였다. 그러나 2주차에 패하기 시작하여 9-6으로 끝냈다. 대조적으로 그는 3월 대회의 첫 주 동안 상위권에 있는 선수들을 상대하는 데 어려움을 겪었고 9일 후에 3-6에 머물렀지만 마지막 날에 가치코시 승리를 따내면서 자신의 순위를 유지했다. 그는 2002년에 아사쇼류 아키노리 이래 4개 대회 연속으로 자신의 순위를 유지한 첫 세키와케가 되었다. 2009년 5월에 순위를 잃었지만 7월에 마에가시라 3에서 11승 4패의 성적을 거두며 9월 대회에 고무스비로 복귀했다. 그는 1986년의 호시 노부요시 이후 처음으로 한 대회에서 오제키 5명을 꺾은 비요코즈나 스모 선수가 되었다. 그는 12승 3패로 좋은 성적을 거두어 세키와케로 복귀할 수 있었고 4번째 투혼상을 수상했다. 그는 다음 토너먼트에서 9승을 거두었다.

### 오제키 승격

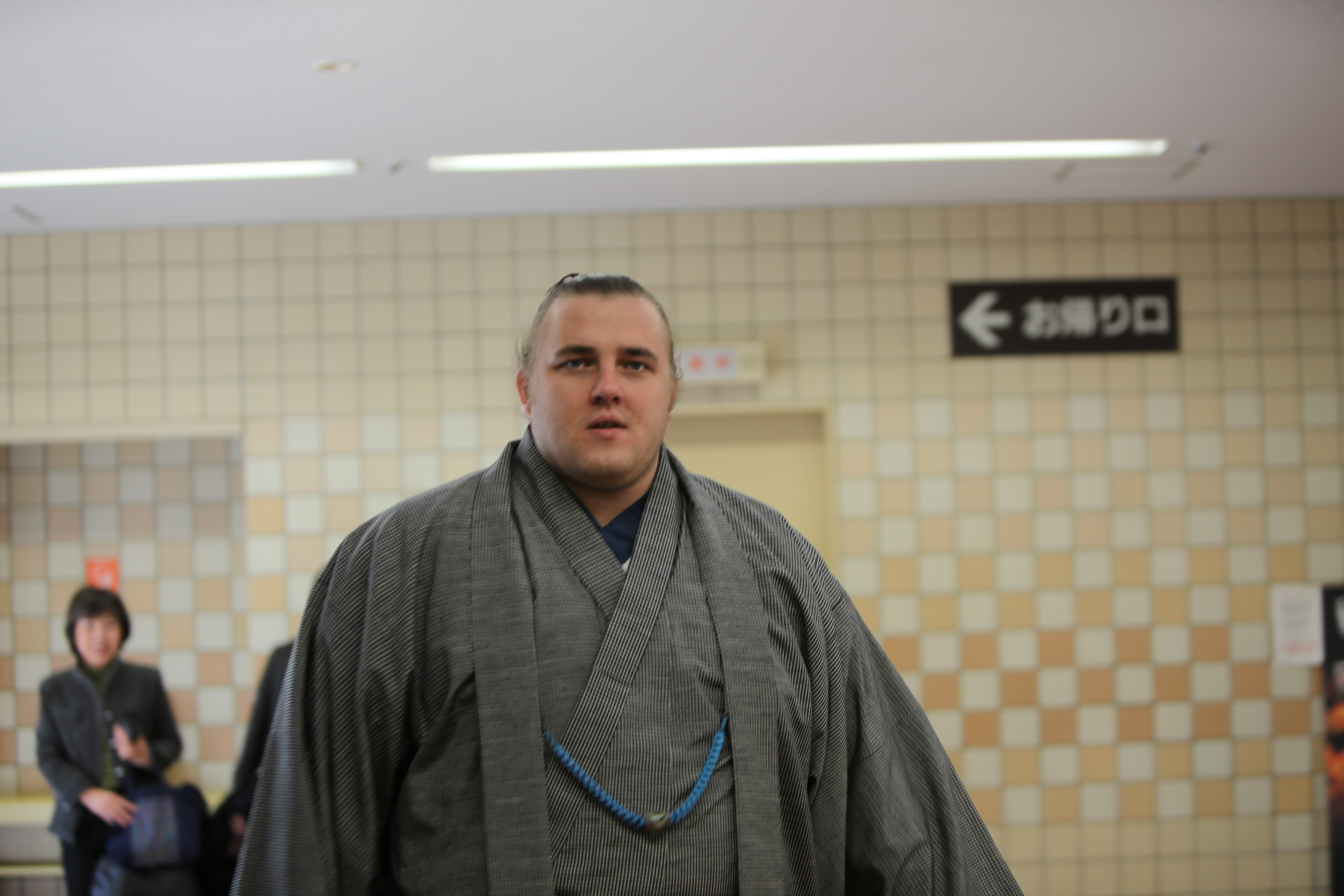
2010년 1월 대회의 바루토

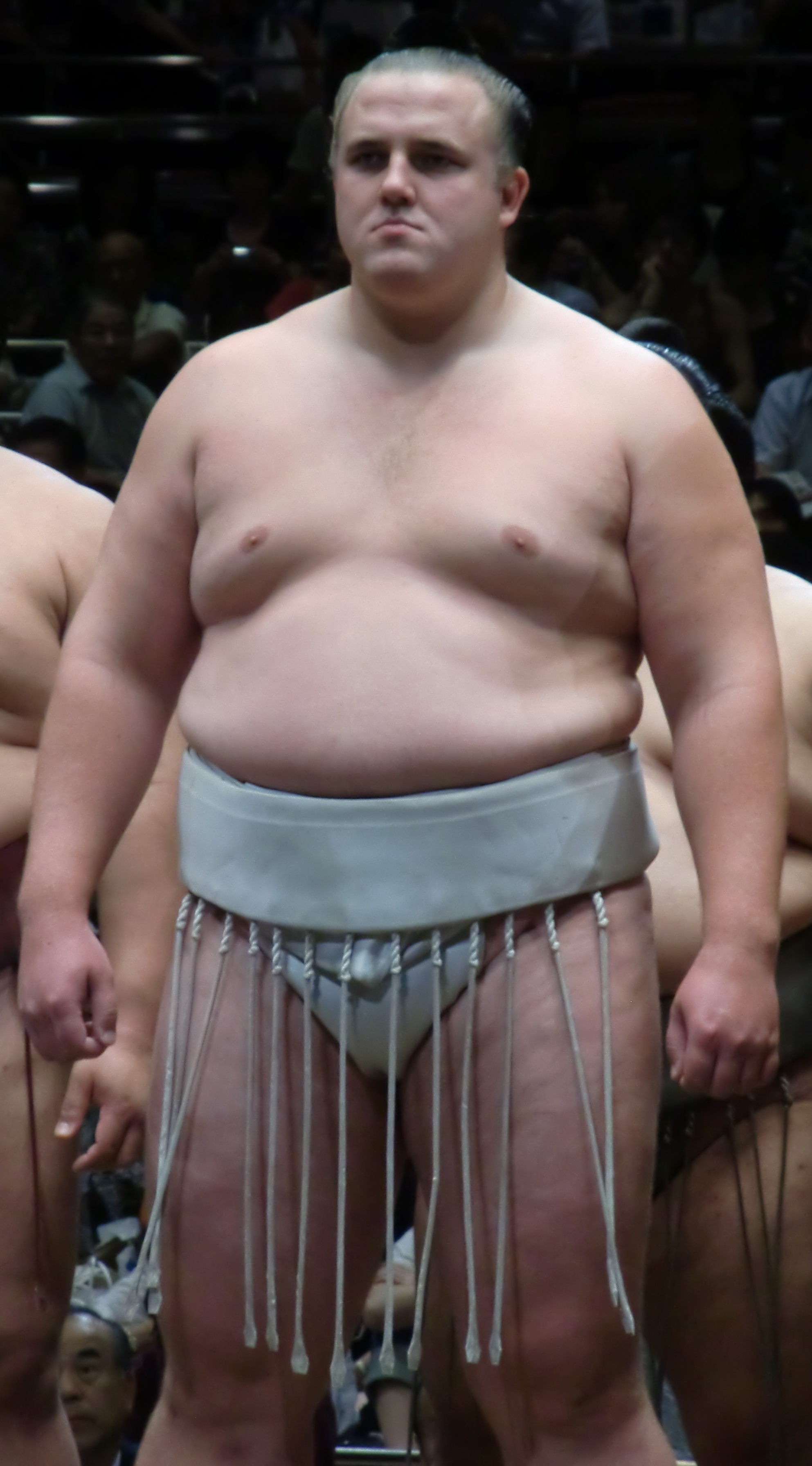
바루토 가이토 (2011년 9월 촬영)

바루토는 2010년 1월 7일에 요코즈나인 하쿠호 쇼를 상대로 19번의 도전 만에 처음으로 승리를 거두었고 12승 3패로 대회를 마무리했다. 이것은 그에게 그의 첫 뛰어난 연기상을 주도록 만들었다. 그는 1957년의 고토가하마 사다오, 2006년의 미야비야마 데쓰시(2번)에 이어 3번의 대회에서 33승을 거둔 3번째 선수가 되었다. 일본 스모 협회의 관계자인 오야카타 도모즈나는 오사카에서 열린 3월 대회를 앞두고 바루토가 최소 13경기에서 승리하고 오제키의 승격을 위해 유쇼에서 경쟁할 필요가 있다고 지적했다. 바루토는 아란 하쿠토라와의 훈련 도중에 얻은 왼쪽 엄지손가락 부상을 바쇼 안에서 간호하고 있었다. 하지만 그는 마쿠우치에서 14승 1패로 최고의 성적을 내고 있었고 11일째에 하쿠호에게만 패했다. 바루토는 하쿠호가 하루마후지 고헤이를 꺾고 15-0으로 무패 경기를 완성한 대회 마지막 경기까지 우승을 다투었다. 그는 2007년 7월 고토미쓰키 게이지 이후 처음으로 투혼과 테크닉 부문 특별상을 수상했다.
바루토의 승진은 2010년 3월 31일에 일본 스모 협회에 의해 공식적으로 확정되었다. 그는 자신의 오노에베야에서 기자들에게 "저는 명랑하고 팬들의 기대에 부응할 수 있는 오제키가 되고 싶습니다."라고 말했다. 그는 제한 "제가 우승하지 않으면 요코즈나로 올라갈 수 없습니다."라고 말했다. 그러나, 그는 오랫동안 오제키로서 챔피언십에 도전하지 못했고 그의 최고 점수는 11-4로 결코 높지 않았다. 2012년 1월에 13연승을 기록한 그는 도전 상대이자 요코즈나인 하쿠호가 4경기에서 3패를 당하자 대회 폐막 이틀을 남기고 우승을 확정지었다. 이로써 그는 불가리아 출신의 스모 선수인 고토오슈 가쓰노리에 이어 유럽 출신 9번째 외국인 오제키가 되었다. 그는 마지막 날에 하쿠호에 의한 완벽한 기록을 거부하면서 14-1로 끝냈다. 바루토는 요코즈나 승격을 위해 다음 대회에서 우승하거나 마지막 날까지 경쟁해야 한다는 말을 들었다. 하지만 그는 승리를 축하한 다음 날에 기자들에게 "신년 대회에서 했던 것처럼 봄 바쇼에서 스모를 할 수 있다면 결과가 나올 것입니다. 1번째 대회에서 우승하면 2번째, 3번째, 10번째, 30번째 우승을 달성하고 싶습니다."라고 말했다. 3월에 열린 오사카 대회에서는 10일 후에 9-1 점수를 기록했지만 최근 5경기 가운데 4경기를 패하여 10-5로 바뀌면서 요코즈나 승격에 대한 기대가 원점으로 돌아갔다. 바루토는 "대회 기간에 동안 열병을 앓아왔습니다. 요코즈나에 대한 이야기는 단지 '기자들의 수다'였을 뿐입니다. 또한 이번 대회에서 요코즈나는 저의 목표는 아니었습니다."라고 말했다.

### 강등
바루토는 대회 직전에 오른쪽 엄지발가락을 다쳐 2012년 9월에 열린 아키 바쇼에서 물러나면서 오제키에서 강등될 위기에 처했다. 같은 해 11월에 열린 규슈 대회에서 랭킹을 유지하기 위해 최소한 8승이 필요했던 그는 허벅지 근육을 다쳐 대회 3일째에 다시 기권해야 했고 다시 세키와케로 강등됐다. 2013년 1월에 열린 토너먼트에서 10승이 필요했던 그는 13일째에 오제키에 복귀할 기회를 놓쳐 6패에 빠졌다. 그는 다시 오제키로 승격하기 위해 마쿠우치에서 3회 연속으로 32, 33승을 거두어야 했다. 그는 부상으로 인하여 2013년 여름 대회에 결장했기 때문에 2013년 9월에 주료부로 강등되었고 9월 11일에 은퇴를 선택했다.

## 격투 스타일
바루토는 상대의 마와시라는 허리띠를 잡는 기술에 집중하는 견고하고 직설적인 요쓰스모 스타일이었다. 특히 오른손은 안쪽으로, 왼손은 상대의 품 밖으로 하는 미기요쓰 방식을 선호했다. 그의 가장 일반적인 우승 기마리테나 기술은 압도적으로 요리키리, 즉 포스 아웃이었다. 그의 큰 힘 덕분에 그는 최근 레슬링 선수의 체중이 늘면서 쇠퇴한 쓰리다시를 사용한 것으로 알려져 있다. 바루토는 이 기술을 2009년 7월에만 3번 사용했다. 그의 큰 키는 그가 이것을 하기 위해 그의 작은 상대의 등을 넘을 수 있다는 것을 의미했지만 이러한 비정통적인 리프팅 방식은 그의 관절에 부담을 주었고 결국 무릎 문제로 이어졌다. 그는 또한 팔을 넘어서 던지는 우와테나게 기술을 자주 사용했다. 2010년 3월에 오제키로 승진한 이후에 엄지손가락 부상으로 인하여 마와시에서의 활약이 떨어졌기 때문에 요쓰 스타일을 바꿀 수 밖에 없었고 더 공격적인 때리기나 찌르기 공격을 사용했다.
바루토는 현역 시절에 188kg을 기록했는데 당시 1부 리그에서 조지아 출신의 스모 선수인 가가마루 마사루에 이어 2위였다. 그는 친절한 성격으로 다른 레슬링 선수들에게 인기가 있었고 이기든 지든 항상 웃는 표정을 짓는 것으로 알려져 있었다. 그가 속해 있던 헤야 주인인 오노에 오야카타는 "모든 스모 선수들은 그들의 독특한 개성을 가지고 있습니다. 바루토는 친절하고 온화하며 그는 그것을 바꾸어서는 안 됩니다. 그는 승진하기 위해 이겨야 하지만 링 밖에서 나는 그가 미소 짓는 것을 잊지 않기를 바랍니다."라고 말했다. 또한 바루토는 자신의 상대 선수들에게 부상을 입히지 않도록 매우 조심하는 것으로 유명했다.

## 스모계에서 은퇴한 이후의 행적
바루토는 스모계에서 은퇴한 이후에 휴가 숙박, 소 사육, 차량 수리 및 유지 보수, 음료 판매, 관광 등 여러 사업에 참여했다.
바루토는 2015년 10월에 종합격투기 선수가 되어 라이진 파이팅 페더레이션에 합류할 것이라고 발표했다. 그는 기자 회견에서 자신이 체중을 25kg 감량했으며 "세계에서 가장 강한 파이터가 되고 싶다."고 말했다. 그는 2015년 12월 31일에 사이타마 슈퍼 아레나에서 열린 네덜란드의 종합격투기 선수인 피터 아츠와의 경기에서 승리를 기록했다. 하지만 2016년 9월 25일에 일본의 45세 노장 종합격투기 선수인 후지타 가즈유키에게 만장일치로 패해 은퇴를 선언했다. 바루토는 4번의 경기에서 3승 1패를 기록했는데 종합격투기로 전향한 다른 전직 스모 선수들의 성공이 부족하자 "종합격투기의 세계에서 스모의 명성을 고치고 싶다."고 말했다. 그는 주의력결핍 과잉행동장애(ADHD) 인식을 포함한 여러 자선 단체에도 참여하고 있다.
일본방송협회(NHK)는 2017년 12월에 타가메 겐고로의 만화 《형의 남편》을 원작으로 한 3부작을 방영한다고 발표했다. 이 시리즈는 야이치라는 이름의 남자가 그의 게이 쌍둥이 형제인 료지의 죽음에 대처하기 위해 고군분투하는 이야기를 담고 있다. 야이치와 그의 어린 딸 카나는 료지의 캐나다인 남편인 마이크 플래너건을 만나면서 삶에 지장을 받게 된다. 야이치 역에는 배우 사토 류타가, 마이크 플래너건 역에는 바루토 가이토가 각각 캐스팅되었다. 2018년 3월 NHK BS 프리미엄에서 첫 방송되었다.
바루토는 2018년 에스토니아 국내 선수권 대회에 참가하여 공개 체중 부문에서 우승하는 등 아마추어 스모 대회에도 참가한 적이 있다. 또한 2019년 4월에 에스토니아 탈린에서 열린 유럽 스모 선수권 대회에 참가할 계획도 세웠다.

## 정치 경력
회벨손은 2018년 9월 7일에 에스토니아 중도당에 입당했고 2019년 에스토니아 총선에서 후보로 출마했다. 그는 하리우주-라플라주 선거구에서 출마하여 642표를 얻었는데 같은 선거구에 출마했던 블라디미르 아르히포브 후보가 자신의 의석을 거절하면서 에스토니아의 단원제 입법부인 리기코구 의원에 당선되었다. 그가 국회의원으로서 내건 목표 가운데 하나는 에스토니아와 일본 사이의 경제 관계를 증진시키는 것이라고 한다.

## 사생활

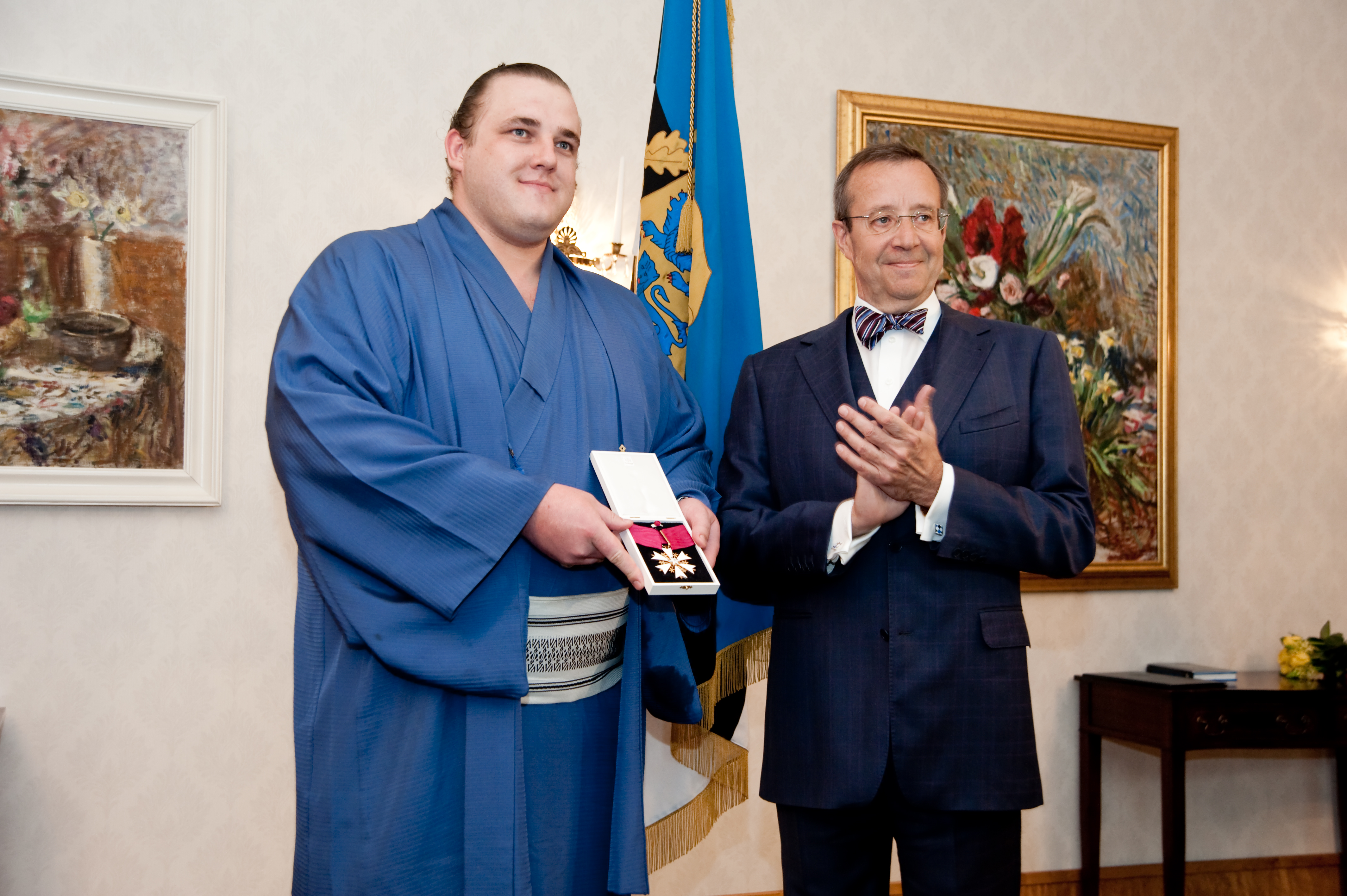
바루토에게 백성훈장을 수여하는 토마스 헨드리크 일베스 에스토니아 대통령 (2012년 촬영)

바루토는 일본에서 스모 선수로 활동하던 동안에 주화수집, 파친코에도 흥미를 가졌다.
바루토는 2009년 2월에 일본에서 러시아 블라디보스토크 출신 26세 여성인 옐레나 트레구보바와 결혼했는데 그들은 4년 전에 만났다. 바루토 부부는 2017년 1월에 아들을 출산했다.
바루토는 2012년에 에스토니아 정부로부터 3급 백성훈장을 받았다.